# Andrei Gawrilin
Andrei Jurjewitsch Gawrilin (russisch Андрей Юрьевич Гаврилин; * 24. Juli 1978 in Qaraghandy, Kasachische SSR) ist ein ehemaliger kasachischer Eishockeyspieler, der zwischen 2007 und 2015 bei Barys Astana in der Kontinentalen Hockey-Liga spielte.

## Karriere
Andrei Gawrilin begann seine Karriere als Eishockeyspieler in der Nachwuchsabteilung des HK Awangard Omsk, für dessen Profimannschaft er in der Saison 1997/98 sein Debüt in der russischen Superliga gab. Nachdem er die folgende Spielzeit bei Omsks zweiter Mannschaft in der drittklassigen Perwaja Liga begonnen hatte, wechselte der Angreifer zunächst zum HK Traktor Tscheljabinsk aus der Superliga. Anschließend ging er zu dessen Ligarivalen HK Lipezk, mit dem er 2000 in die zweitklassige Wysschaja Liga abstieg. Dort war er bis 2004 mit seiner Mannschaft aktiv. Daraufhin erhielt er einen Vertrag bei Kasachmys Karaganda in seiner kasachischen Heimat, mit dem er in der Saison 2005/06 das Double aus Meisterschaft und Pokal gewann. Nach dem Umzug der Mannschaft nach Sätbajew im Anschluss an diesen Erfolg, konnte Gawrilin den Pokalsieg 2007 mit Kasachmys wiederholen. 
Im Sommer 2007 erhielt Gawrilin einen Vertrag bei Barys Astana, für die er zunächst ein Jahr in der Wysschaja Liga aktiv war. Ab der Saison 2008/09 stand er für die Mannschaft in der Kontinentalen Hockey-Liga auf dem Eis, ehe er seine Karriere im Juli 2015 beendete.

### International
Für die kasachische Eishockeynationalmannschaft nahm Gawrilin an den Weltmeisterschaften der Division I 2007, 2008, 2009 und 2011 sowie der Top-Division 2010 und 2014 teil. Zudem stand er im Aufgebot seines Landes bei den Qualifikationsturnieren zu den Olympischen Winterspielen in Vancouver 2010 und in Sotschi 2014. Bei den Winter-Asienspielen 2011 gewann er mit den Kasachen durch einen 4:1-Erfolg im entscheidenden Spiel gegen Japan den Titel.

## Erfolge und Auszeichnungen
- 2006 Kasachischer Meister mit Kasachmys Karaganda
- 2006 Kasachischer Pokalsieger mit Kasachmys Karaganda
- 2007 Kasachischer Pokalsieger mit Kasachmys Satpajew
- 2009 Aufstieg in die Top-Division bei der Weltmeisterschaft der Division I, Gruppe A
- 2011 Goldmedaille bei den Winter-Asienspielen
- 2011 Aufstieg in die Top-Division bei der Weltmeisterschaft der Division I, Gruppe B

## KHL-Statistik
(Stand: Ende der Saison 2014/15)